# Dominikanerkirche (Augsburg)

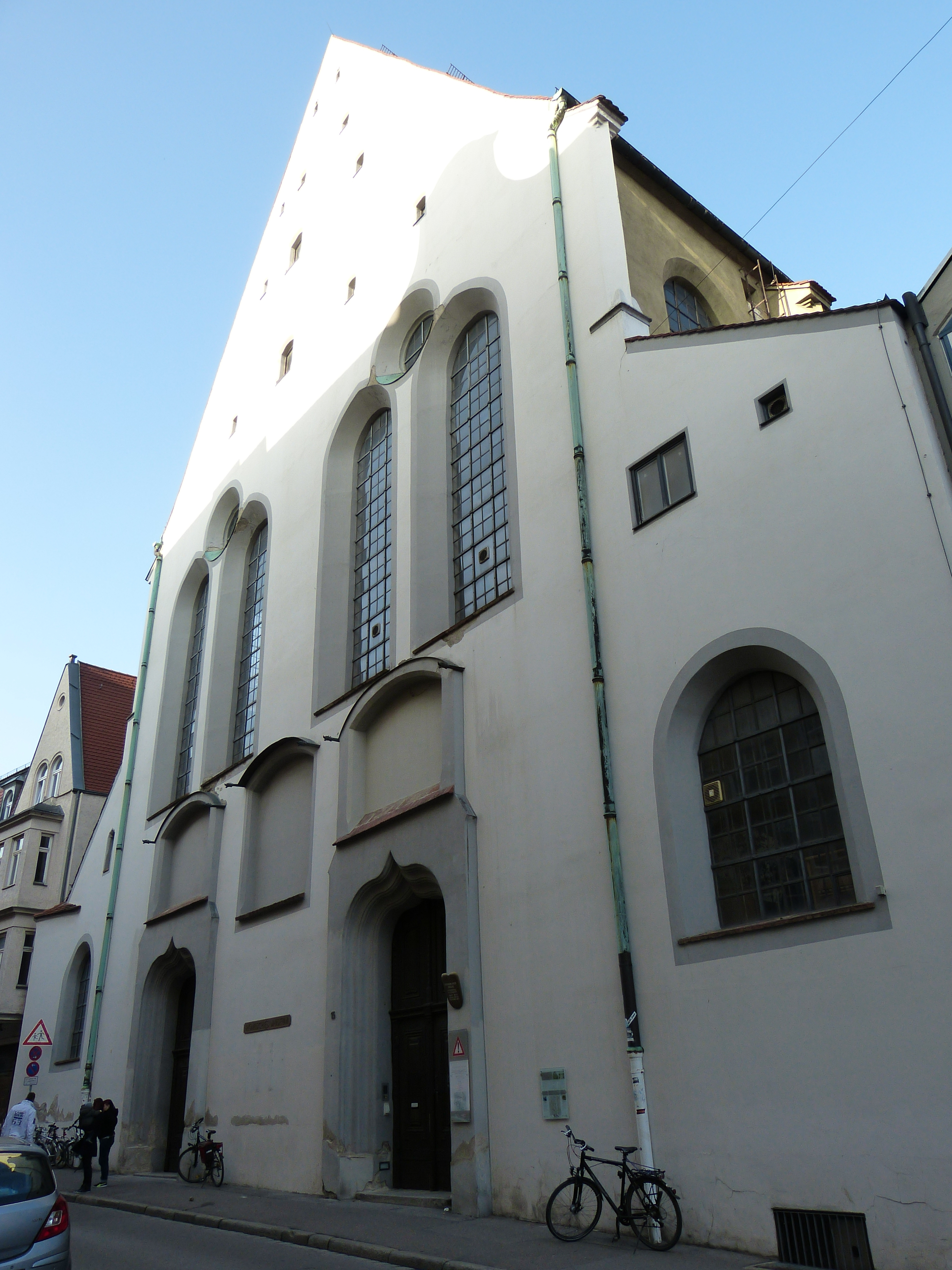
Dominikanerkirche St. Magdalena

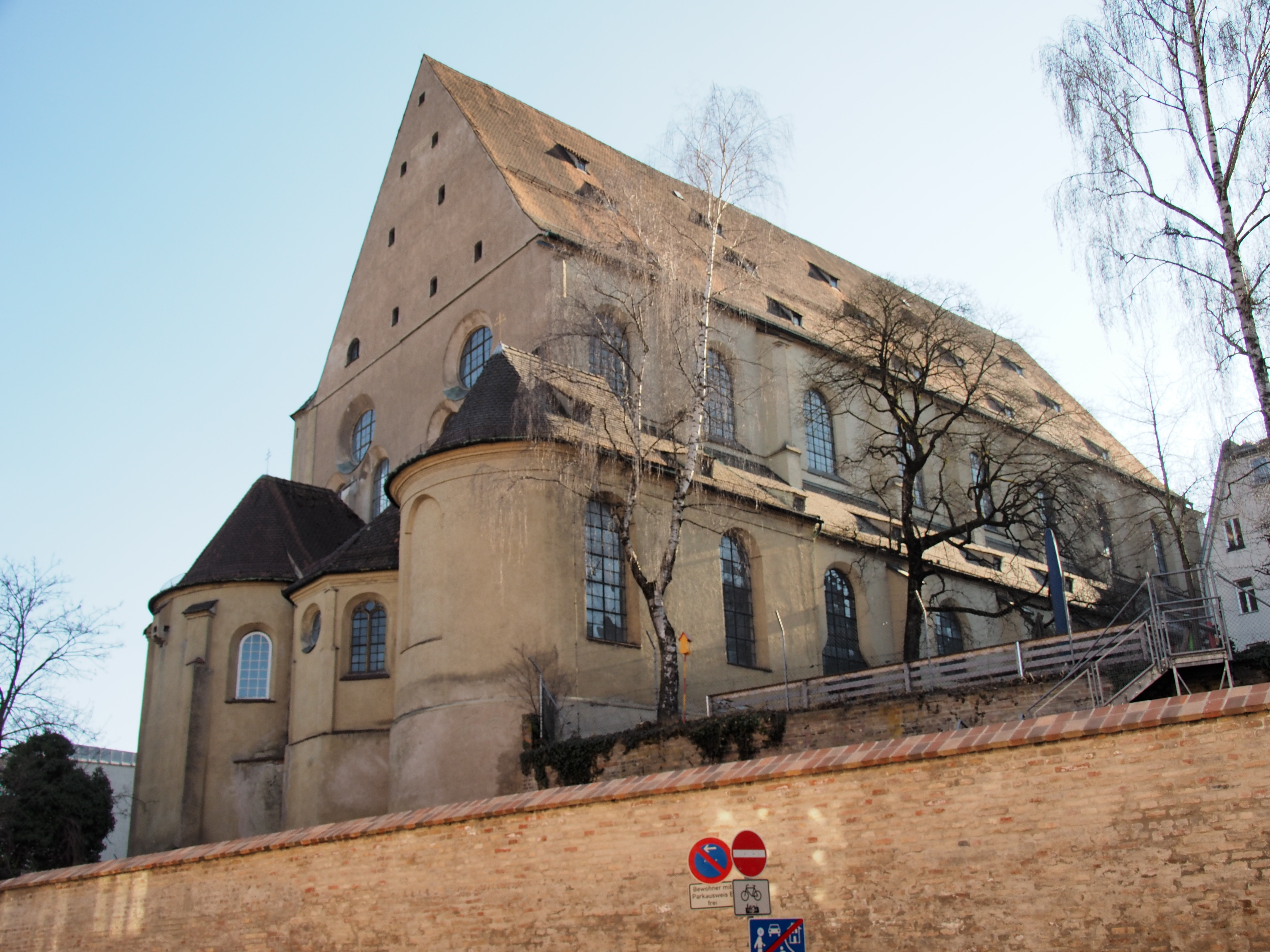
Blick auf das Kirchenschiff

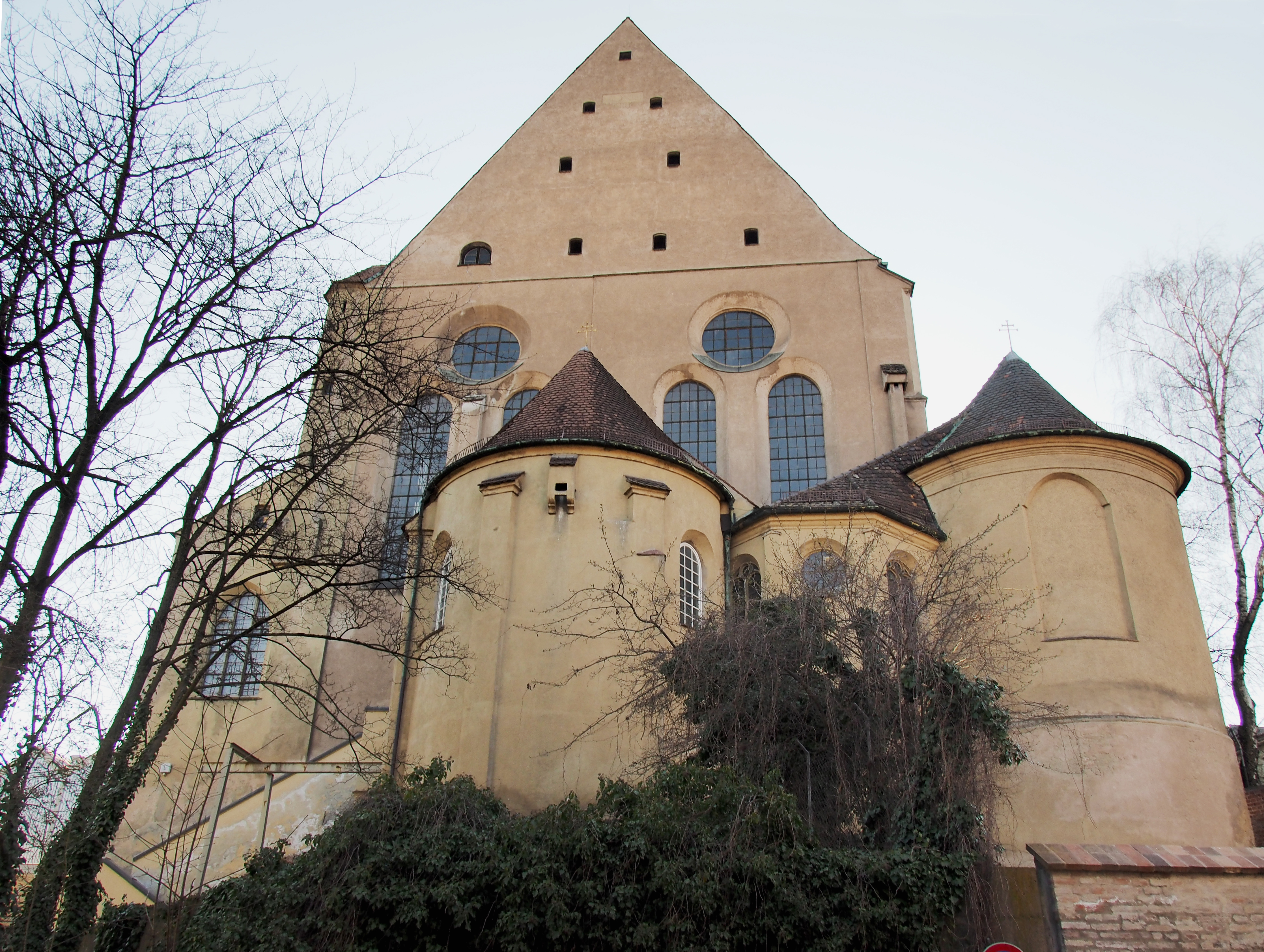
Ostseite mit Seitenkapellen

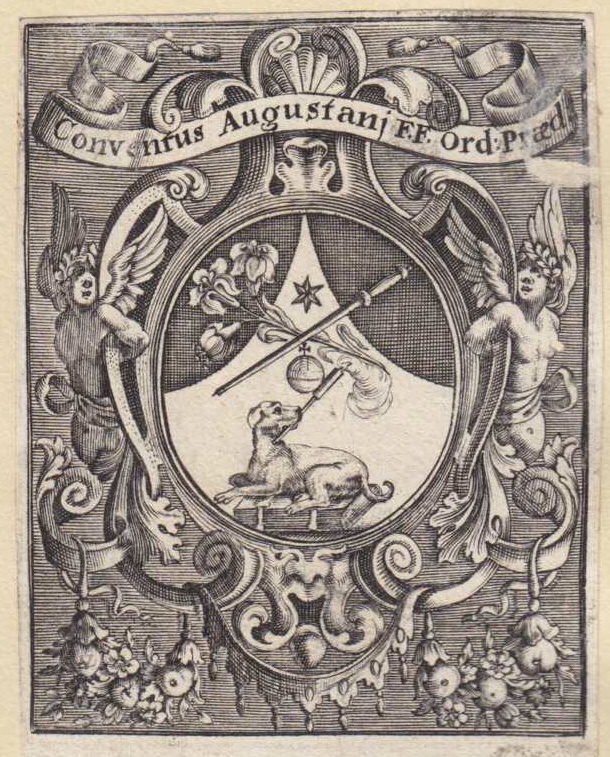
Ex-libris des Augsburger Dominikanerklosters St. Magdalena

Die ehemalige Dominikanerkirche St. Magdalena in der Dominikanergasse in Augsburg, auch Predigerkirche genannt, ist der letzte Rest des im Zweiten Weltkrieg zerstörten säkularisierten Dominikanerklosters St. Magdalena. Als Baudenkmal ist sie in die Bayerische Denkmalliste eingetragen.
Eine architektonische Besonderheit der hellen, lichtdurchfluteten Hallenkirche ist, dass sie zweischiffig mit einer zentralen Säulenreihe ist, was es bei Kirchengebäuden nur selten gibt. Nach der Säkularisation verlor die Kirche fast ihre gesamte wertvolle Ausstattung. Sie enthält aber noch immer zahlreiche Grabstätten. Nach verschiedenen Nutzungen durch die bayerische Armee und die Stadt Augsburg beherbergte sie von 1966 bis 2012 das Römische Museum.

## Lage
Die ehemalige Kirchengebäude befindet sich im Stadtbezirk Lechviertel, östliches Ulrichsviertel in der Dominikanergasse auf einer natürlichen Hangkante, die Augsburgs Oberstadt vom Lechviertel trennt. Die sich daran anschließende, den Hang hinunter führende Straße heißt Predigerberg und ist ebenfalls nach dem früheren Kloster benannt. Die Römerstraße Via Claudia Augusta soll am Predigerberg den Hang hinauf zur heutigen Maximilianstraße geführt haben, woran noch die Kopie eines römischen Meilensteins etwas südlich der Dominikanerkirche erinnert.

## Geschichte

### Frühgeschichte bis zur Barockzeit
Ursprünglich gehörte das Areal am Predigerberg dem Templerorden. Eine Kirche existierte dort schon seit dem 13. Jahrhundert. Bei Untersuchungen 2013/2014 konnten in der Dominikanerkirche Reste von Wandmalereien des Vorgängerbaues der Templer freigelegt werden. 1313 überließ der Augsburger Bischof Friedrich I. den Dominikanern Kirche und Haus des 1312 aufgehobenen Templerordens. Ein Neubau des Klosters entstand von 1496 bis 1523 und von 1513 bis 1515 die heutige Klosterkirche St. Magdalena auf den Grundmauern des Vorgängerbaues. Die Geldmittel brachten zum größten Teil Augsburger Bürger auf, woran noch heute eine Gedenktafel zwischen den beiden Hauptportalen erinnert. Der Name des Architekten ist nicht bekannt. Es werden jedoch Hans Engelberg oder Hans Hieber angenommen.
Im Zuge der Reformation 1536 wurde die Kirche zeitweise von den Protestanten genutzt und verlor in einem Bildersturm fast ihre gesamte Inneneinrichtung. 1548 kehrten die Dominikaner nach Augsburg zurück. 1633 mussten die Ordensleute erneut die Stadt verlassen und fanden bei ihrer Rückkehr 1635 ihr Gotteshaus in einem beklagenswerten Zustand wieder. 1652 stiftete Severin Fugger einen Jahrtag bei der Kirche. 1700 wurden unter dem Prior Hyazinth Ferler die sogenannten katechetischen Predigten eingeführt, die seitdem jeden Dienstag in der Kirche stattfanden. Die Umgestaltung des Innenraumes im Stil des Barock erfolgte 1716 bis 1724.

### Säkularisation und Umnutzung
1802 gab die staatliche Kommission die Auflösung bekannt. Der Konvent zählte zu diesem Zeitpunkt zwanzig Patres, sechs Fratres und einen Novizen. Sie behielten bis auf weiteres ihre Wohnung im Kloster und besorgten den Gottesdienst in der Kirche. Am 1. September 1805 wurden das Gotteshaus profaniert und seine Altäre geplündert. Die kunsthistorisch wertvolle Ausstattung wurde in der Folge komplett entwendet. 1808 mussten die letzten Mönche das Kloster verlassen. Die königlich bayerische Armee nutzte seit 1807 die Klosterkirche als provisorische Kaserne sowie als Salpeter- und Schwefelmagazin. 1837 ging der Komplex in städtischen Besitz über. Der Bauzustand der Kirche verschlechterte sich über die Jahre zusehends. Zeitweise wurden die Umfunktionierung in eine Markthalle und ihr Abriss diskutiert.
Eine großzügige Spende des Augsburger Textilfabrikanten Hugo Ritter von Forster ermöglichte von 1913 bis 1916 eine umfassende Sanierung. Anschließend bezog die städtische Gemäldegalerie die Kirche. Die Luftangriffe auf Augsburg von 1944 überstand das Kirchengebäude weitgehend unbeschadet, jedoch wurde der frühere Klostertrakt zerstört. Auf dem Gelände steht heute eine Berufsschule. Seit 1966 war in der Dominikanerkirche das Römische Museum untergebracht.

### Sanierungsmaßnahmen
Statische Probleme des Fußbodens führten im Dezember 2012 aus Sicherheitsgründen zu einer Schließung des Museums für den Besucherverkehr. Seit 2015 werden die Exponate übergangsweise in der Toskanischen Säulenhalle des Zeughauses gezeigt. In Folge einer dringend notwendigen Komplettsanierung wurde der Boden auf 1000 m2 entnommen, wobei Grüfte auf mehreren Ebenen zum Vorschein kamen. Der Stadtrat beschloss bis Ende 2025 eine neue Bodenplatte einzuziehen. Neben einer neuen Bodenplatte ist auch eine Restaurierung des Kirchenraums erforderlich.
Unklar bleibt, ob die Kirche künftig nur noch für Sonderausstellungen genutzt und ein neuer Museumsbau auf dem benachbarten Areal der Berufsschule errichtet wird. 2018 plante die Stadt einen Architektenwettbewerb für ein neues Museum oder einen Erweiterungsbau für frühestens 2019. Diskutiert wird auch eine Verlegung der Berufsschule und ein Abriss der maroden Turnhalle. Ziel ist es, das Gebäude ab Ende 2025 für Musik- und Kulturveranstaltungen zu nutzen. Durch Führungen könnte auch die Geschichte als Begräbnisstätte in den Vordergrund gestellt werden.

## Beschreibung

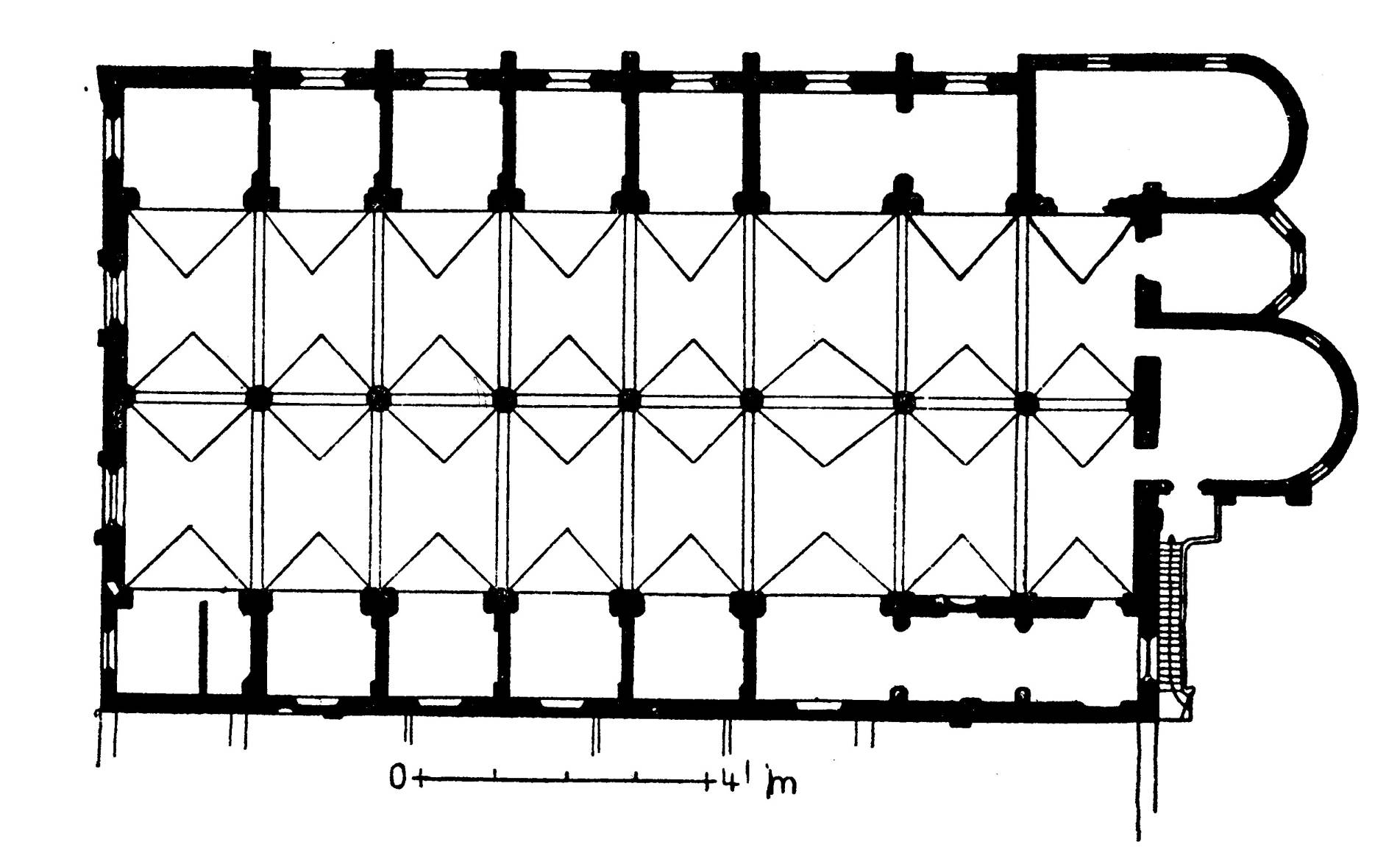
Grundriss

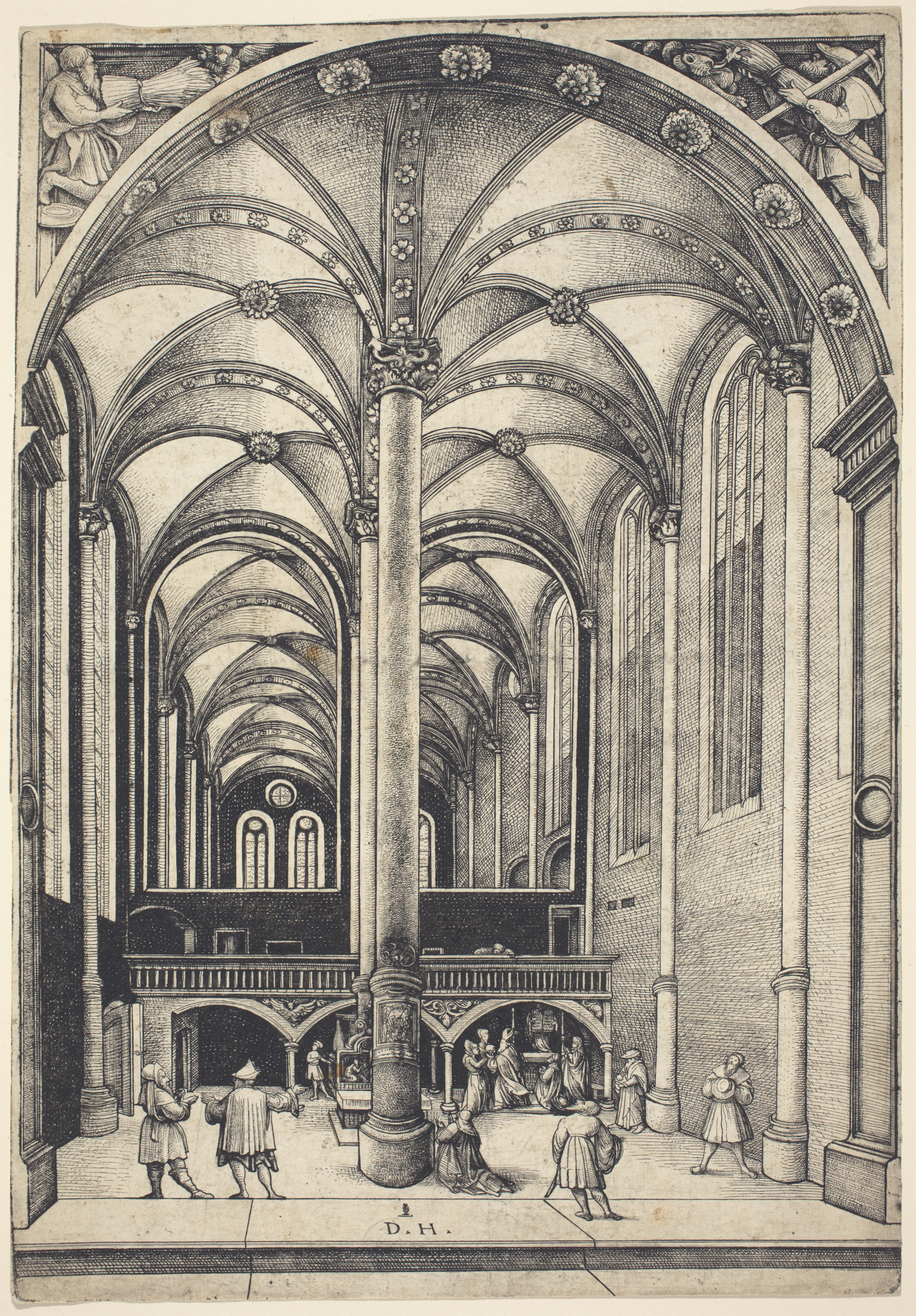
Innenraum auf einer Radierung von Daniel Hopfer

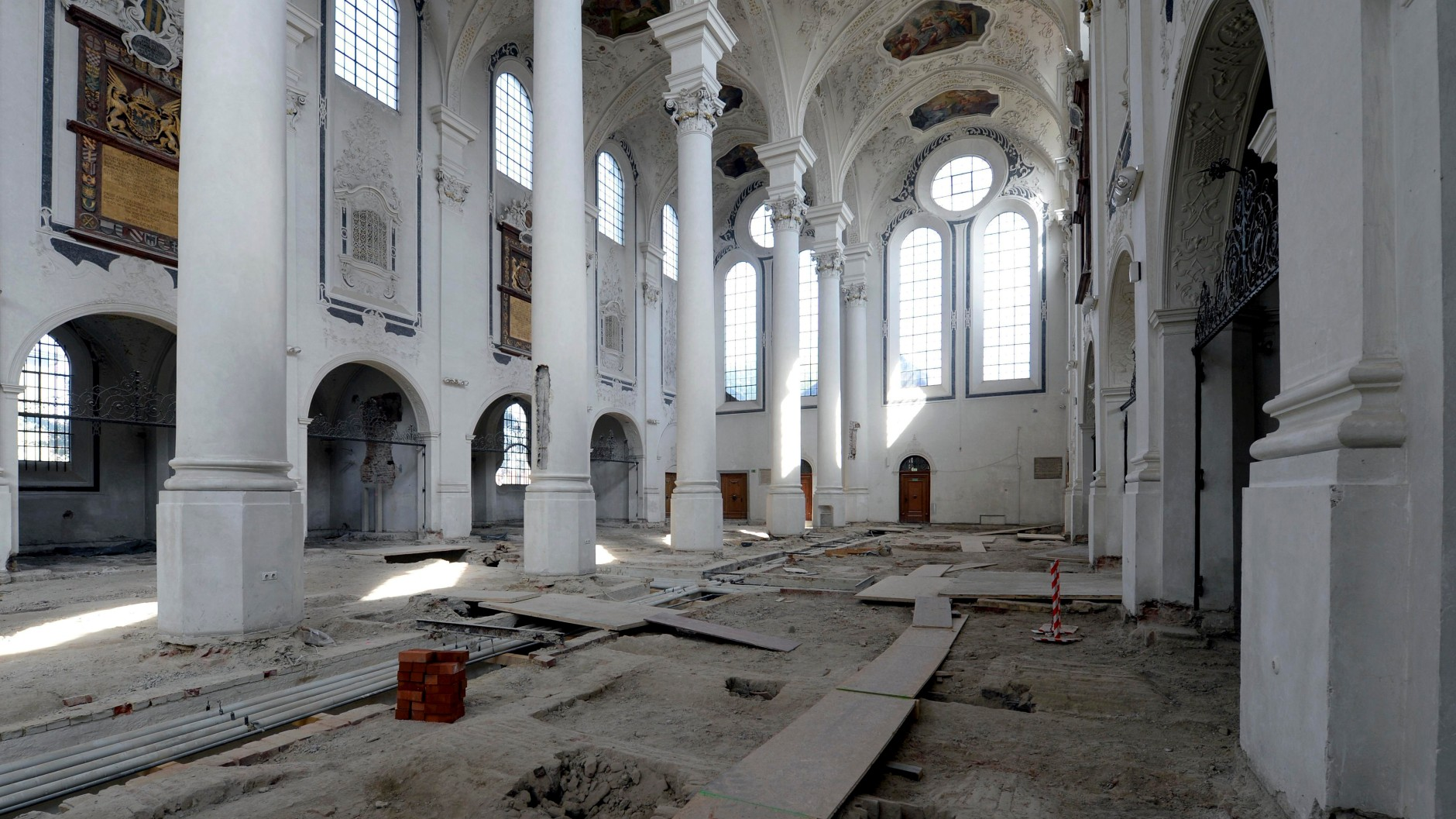
Innenraum während der Sanierungsmaßnahmen

Die zweischiffige spätgotische Hallenkirche ist in der Mitte durch eine schlanke Säulenreihe mit korinthischen Kapitellen unterteilt. An drei Seiten grenzen achtzehn mit Gittern versehene Seitenkapellen Augsburger Patrizierfamilien an, die in der Kirche Grabrechte besaßen. Die Kapellen an der Ostseite sind nicht als Chorkapellen zu verstehen, sondern die zwei Hochaltäre standen jeweils am Ende der Langhaus-Schiffe. An den sieben Säulen zwischen den Schiffen standen ursprünglich Altäre. Das Deckengemälde nach Entwürfen von Johann Georg Bergmüller, ausgeführt von Alois Mack, zeigt die zwölf Geheimnisse des Rosenkranzes. Die Stuckarbeiten stammen von den Gebrüdern Franz Xaver und Johann Michael Feichtmayer.
In einer der Seitenkapellen befindet sich der Grabstein des Stadtschreibers und Humanisten Konrad Peutinger und seiner Ehefrau Margarethe. Weiter sind unter den Bestatteten Johann Jakob Fugger, Mitglieder der Familien Hoechstetter, Imhof, Lauginger, Manlich, Rembold, Stetten und Rehlinger. Die südöstliche sogenannte Rosenkranzkapelle zeigt Freskenreste der Frührenaissance sowie das Wandgemälde Christus und die reuigen Sünder von Joachim von Sandrart. An der Nord- und Südhochwand sind marmorierte und bemalte Gedenktafeln aus Sandstein von 1519/20 angebracht, für Kaiser Maximilian I., König Philipp von Spanien, Erzherzog Ferdinand und Kaiser Karl V.

## Ausstattung

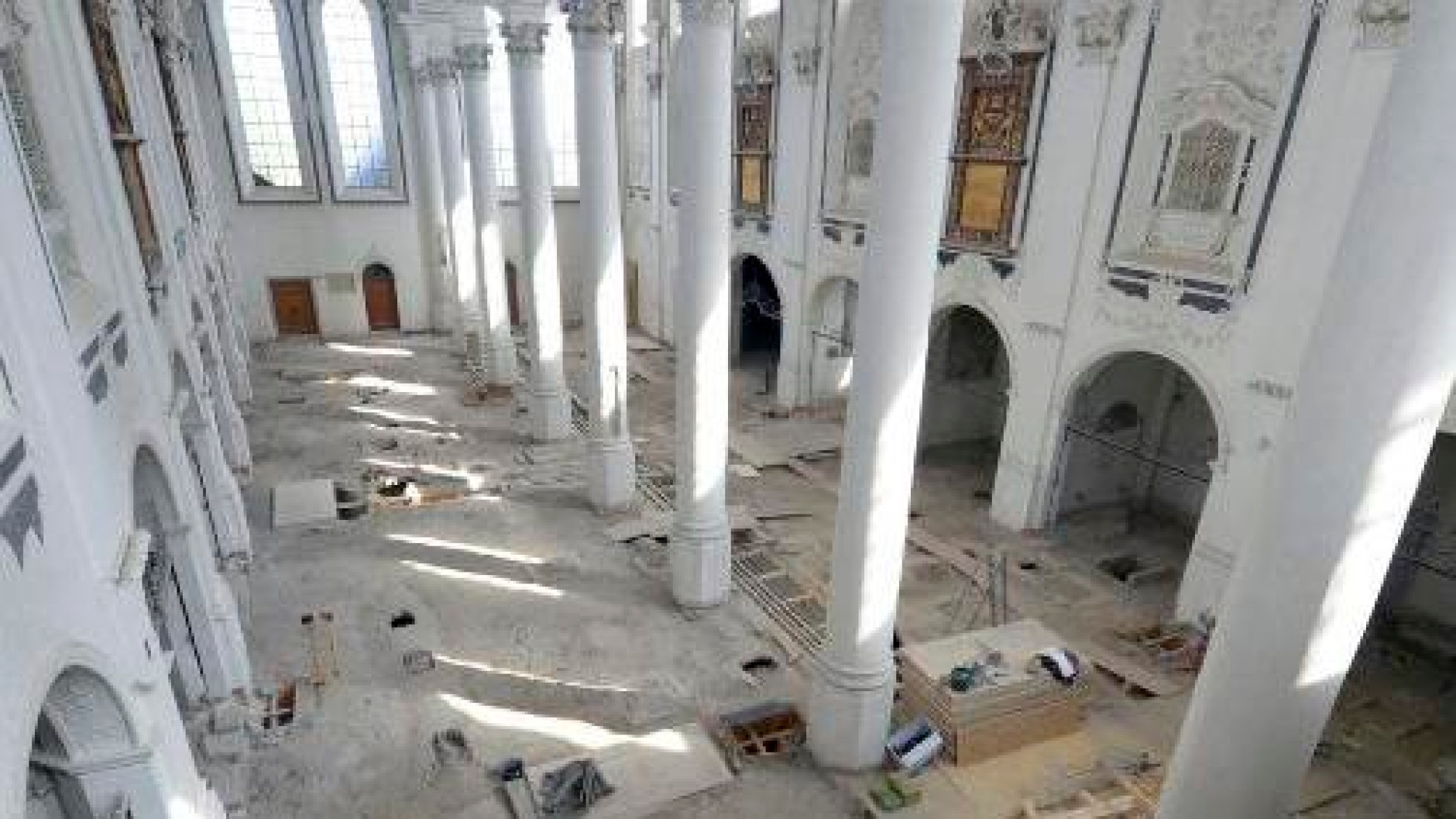
Säulenhalle von oben

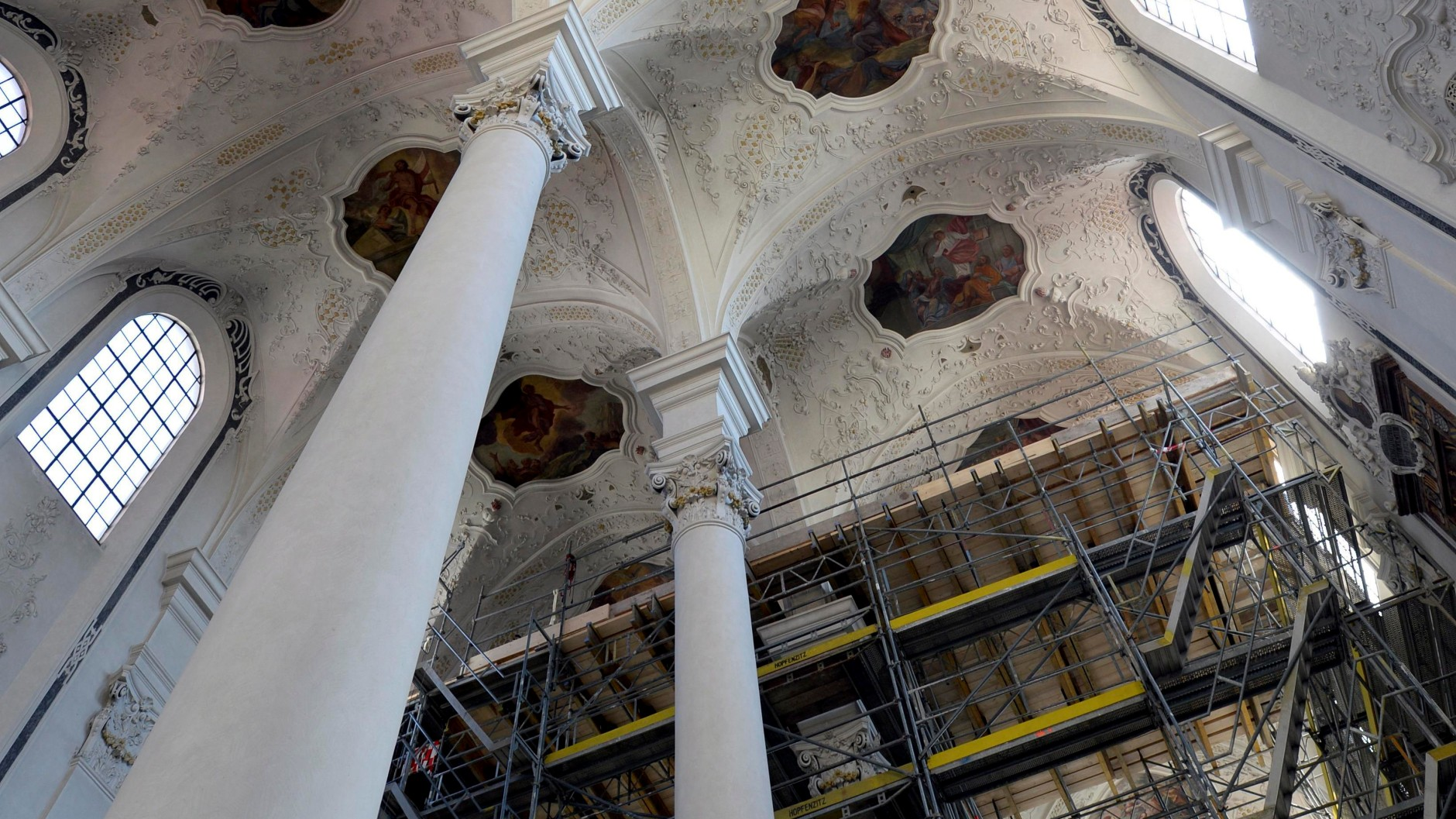
Gewölbe

Zu der reichen, qualitätvollen, nach der Säkularisation zerstreuten Ausstattung zählten unter anderem:
- eine Figur der Maria Magdalena um 1510 von Gregor Erhart (heute im Pariser Louvre),[6]
- eine Figur des leidenden Christus mit der Dornenkrone um 1630/31 von Georg Pertel (heute im Augsburger Dom)
- ein Flügelaltar (auch Rehlinger-Altar) von ca. 1517, der im Mittelteil die Kreuzigung Christi zeigt, auf den Flügel-Innenseiten die beiden Schächer, auf den Außenseiten Mariä Verkündigung,[7]
- das Gemälde der Anbetung der Heiligen Drei Könige um 1520 von Leonhard Beck (heute in der Staatsgalerie in der Katharinenkirche Augsburg),[8]
- das Altarblatt Christus bei Maria und Martha um 1580 von Jacopo Tintoretto,[9]
- ein Bronzealtar um 1585 von Hubert Gerhard und Carlo Palagio (neun Fragmente davon heute im Victoria and Albert Museum in London),[10]
- das Hochaltarblatt Himmelfahrt Marias von 1631 von Giovanni Lanfranco (heute als Hochaltar in der Pfarrkirche Christkönig in München, als Leihgabe der Bayerischen Staatsgemäldesammlungen),[11]
- das Hochaltarblatt Himmelfahrt Christi wohl aus der ersten Hälfte des 18. Jahrhunderts von Anton Joseph von Prenner (heute in den Bayerischen Staatsgemäldesammlungen),[12]
- die Altarblätter Hl. Dominikus als Fürbitter bei Maria und Verkündigung an den hl. Joachim aus dem Jahre 1736 von Johann Evangelist Holzer (heute in der Alten Pinakothek in München).[13][14]

## Altäre
Ursprünglich befanden sich in der Kirche folgende Altäre:

### Langhaus
1. der Altar der hl. Magdalena – mit dem oben genannten Altarblatt von Jacopo Tintoretto[16]
2. der Altar der Auferstehung Christi, gestiftet von der Familie Fugger – der oben genannte Bronzealtar von Hubert Gerhard
3. der Altar stellte das hl. Abendmahl, die Kreuzigung und die Auferstehung Christi dar – mit Alabasterreliefs
4. der Altar des hl. Liborius, später des hl. Franz von Sales
5. der Altar des hl. Sebastian
6. der Altar der hl. Maria major
7. der Altar des hl. Antonius

### Chor
1. der linke Hauptaltar, auch Konventsaltar genannt, stellte das Jüngste Gericht[17] und später die Himmelfahrt Christi dar – mit dem oben genannten Altarblatt von Anton Joseph von Prenner[18]
2. der rechte Hauptaltar, der eigentliche Hochaltar Mariä Himmelfahrt, gestiftet von der Familie Fugger – mit dem oben genannten Altarblatt von Giovanni Lanfranco

## Kapellen

### Nordseite
1. die Kapelle Mariä Verkündigung
2. die Kapelle des hl. Dominikus – mit dem oben genannten Altarblatt von Johann Evangelist Holzer
3. die Kapelle des hl. Joachim – mit dem oben genannten Altarblatt von Johann Evangelist Holzer
4. die Kapelle des hl. Thomas von Aquin

### Südseite
1. die Kapelle des hl. Vinzenz Ferrer
2. die Kapelle der Vierzehn Nothelfer
3. die Kapelle Jesu und mehrerer heiliger Büßer (David, Petrus u. a.)
4. die Kapelle der Armen Seelen
5. die Kapelle der Kreuzigung Christi (Rehlinger-Kapelle) – von hier der oben genannte Rehlinger-Altar[19]
6. die Kapelle der Heiligen drei Könige – von hier wohl die oben genannte Altartafel von Leonhard Beck[20]

## Galerie

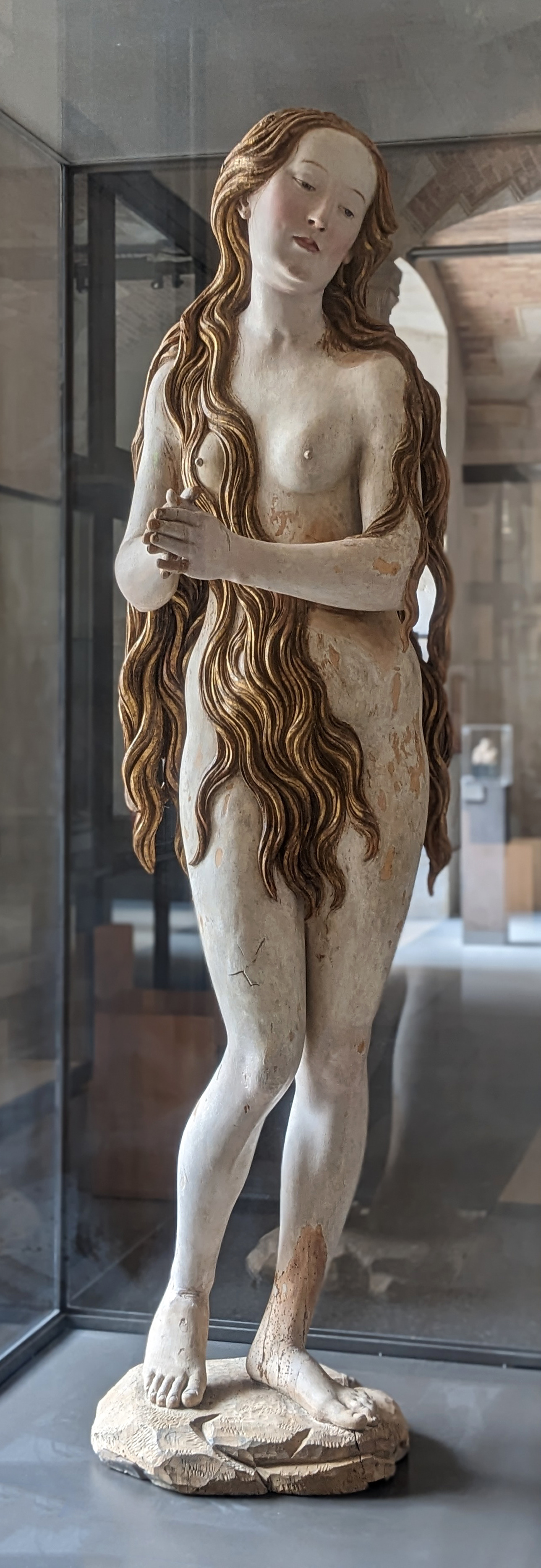
Figur der Maria Magdalena von Gregor Erhart
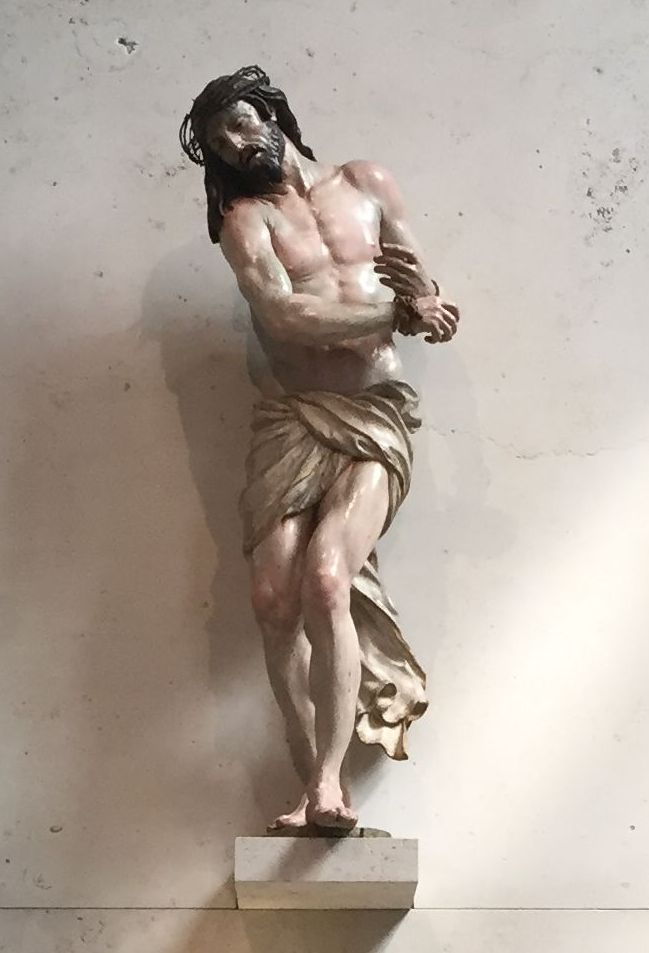
Ecce-Homo-Skulptur von Georg Petel
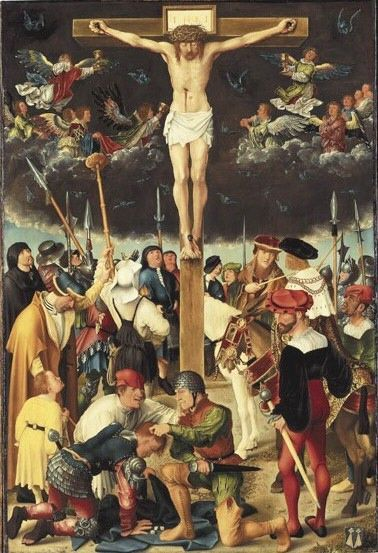
Mitteltafel des Rehlinger-Altars mit der Kreuzigung Christi
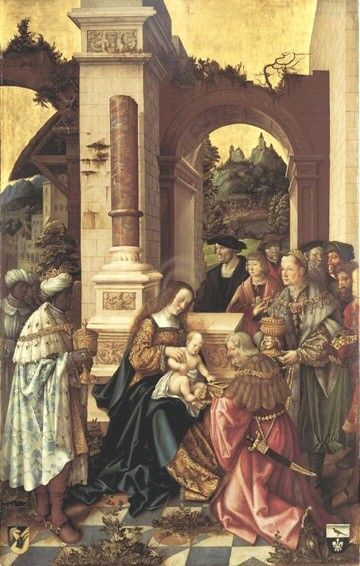
Anbetung der Heiligen Drei Könige von Leonhard Beck
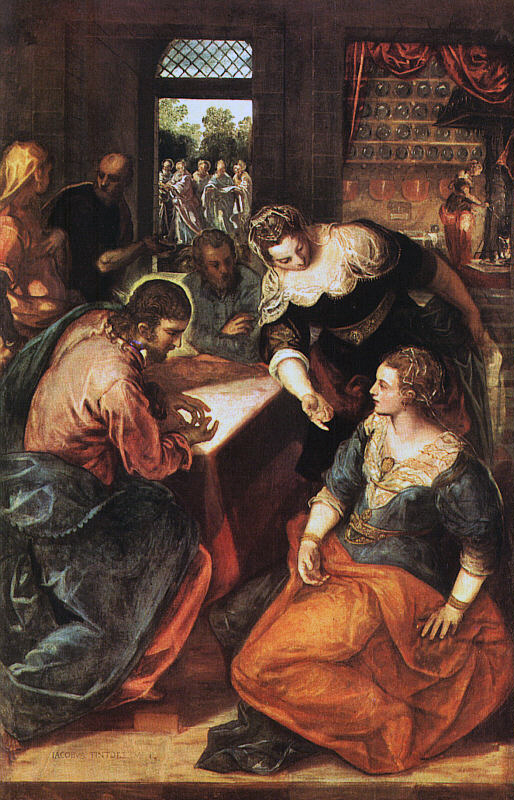
Christus bei Maria und Martha von Jacopo Tintoretto
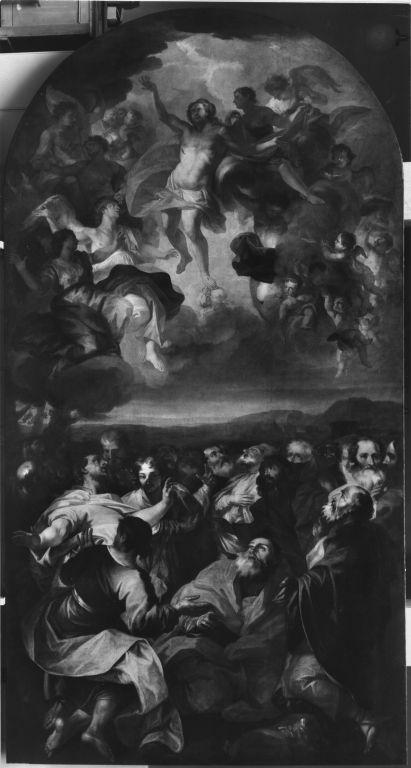
Himmelfahrt Christi von Anton Joseph von Prenner
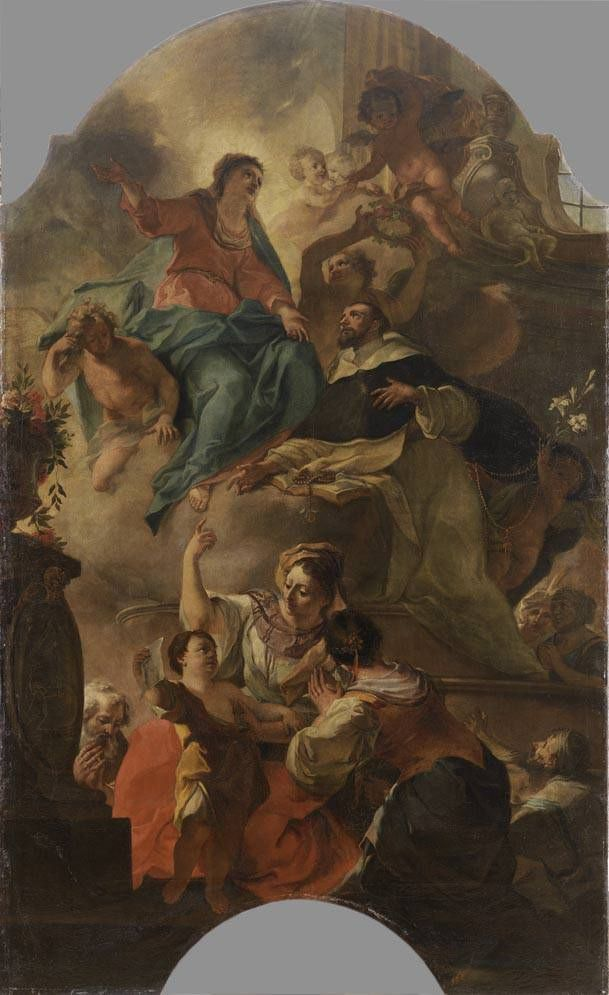
Hl. Dominikus als Fürbitter bei Maria von Johann Evangelist Holzer
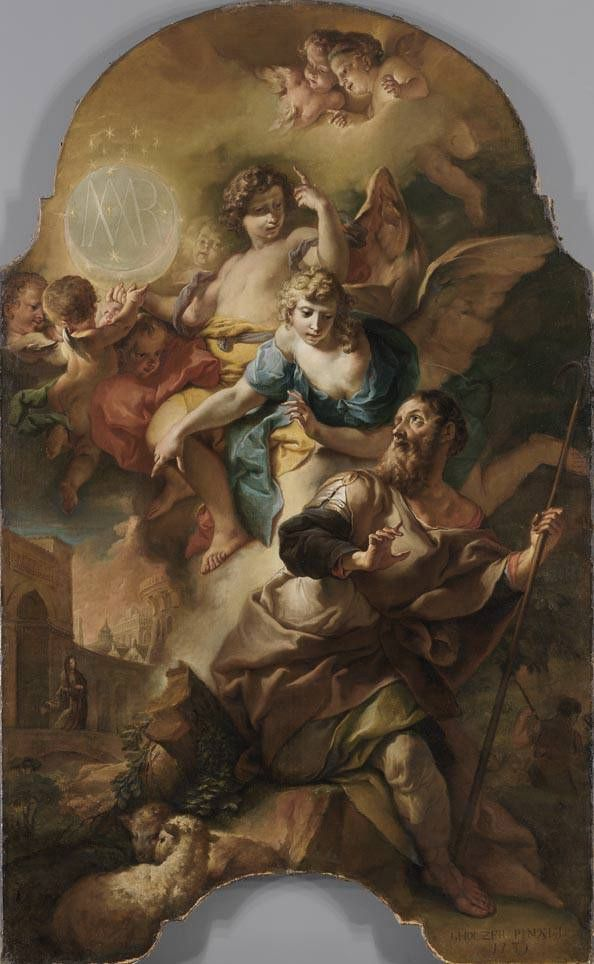
Verkündigung an den hl. Joachim von Johann Evangelist Holzer